# Rachel Green
Rachel Karen Green-Geller es un personaje ficticio de la famosa sitcom estadounidense  Friends      (1994-2004), interpretado por la actriz Jennifer Aniston, quien ha recibido una serie de reconocimientos destacando un Emmy, un premio del Sindicato de Actores y un Globo de Oro debido a sus interpretaciones de este papel a lo largo de la serie.

## Antecedentes
Rachel aparece por primera vez en el episodio “Pilot” en el cual llega corriendo al Central Perk con un vestido de novia empapado por la lluvia. Esto se debe a que Rachel había huido de su boda con Barry Farber después de darse cuenta de que ya no lo quería y que sentía más atracción por un objeto que les habían obsequiado como regalo de bodas que por él. 
Rachel ha crecido como una niña mimada, sus padres siempre le han concedido todo lo que ella pidiese. Después de escaparse de la boda intenta cortar el lazo de dependencia con sus padres e iniciar su vida como una persona adulta e independiente.
Se revela que Rachel nació el 5 de mayo cuando Gunther (gerente de la cafetería "Central Perk" quién a lo largo de la serie demuestra un amor platónico por el personaje) le pregunta a Rachel su fecha de cumpleaños. Sin embargo, en otro episodio, cuando un policía le revisa la licencia de conducir al personaje, resalta que ella es acuario, creando así una incoherencia, debido a que su cumpleaños debería estar entre el 21 de enero y el 19 de febrero. Finalmente en el episodio “The One Where They All Turn Thirty” se muestra a Rachel celebrando su trigésimo cumpleaños con un analepsis de los trigésimos cumpleaños de todos sus amigos; siendo así, ella la más joven del grupo.
Los padres de Rachel son ricos y generalmente cínicos con el intento de que ella lleve una vida independiente en la ciudad. En la mitad de la serie los padres se divorcian y esto causa que Rachel se moleste mucho. Su madre, interpretada por Marlo Thomas, es cómicamente esnob, y su padre, interpretado por Ron Leibman, es severo e intimidante, aunque en el episodio “The One With Rachel's Sister” este revela que está orgulloso del éxito que ha conseguido Rachel al volverse independiente.
A lo largo de la serie, las hermanas del personaje también son mencionadas y aparecen en algunos episodios. Amy (interpretada por Christina Applegate) tiene una actitud grosera y repelente, mientras que Jill (interpretada por Reese Witherspoon) es conocida por ser la hermana malcriada. En un episodio, Rachel inconscientemente revela que Jill es su hermana favorita, después de que Amy toca la puerta de Rachel por sorpresa y le grita a a través de esta: «¡Es tu hermana favorita!», a lo que Rachel y Ross responden: «¿Jill?» 
La relación amorosa entre Rachel y Ross es conocida por ser una relación inestable a lo largo de la serie, aunque por "accidente" tienen una hija juntos (Emma) debidamente, al final de la serie logran establecerse como una pareja formal, porque Ross evita en el último episodio que Rachel se fuese a París a trabajar para Louis Vuitton. Finalmente, se rumorea que quizá se casaran después de que la serie terminase. Esto se insinuó en el estreno de Joey, el spin-off de la serie, donde él dijo que todos sus amigos estaban casados, y habían comenzado una familia.
El embarazo de Rachel fue el segundo del grupo, después de que Phoebe fuese la madre subrogada de los hijos para su hermano menor y su respectiva esposa.

## Apariencia física
Rachel tiene ojos azules y una figura esbelta y curvilínea. El pelo de Rachel es el más notable de todo el reparto femenino de la serie, a su vez los distintos peinados que ha lucido durante la serie (conocidos como “The Rachel”) han sido copiados por muchas mujeres en todo el mundo. Los tres personajes masculinos principales han reconocido sentir atracción por Rachel.

## Personalidad
La personalidad de Rachel se va desarrollando durante la serie. Al principio, ella se destaca por ser “la niña malcriada de papá”, pero con el transcurso del tiempo, especialmente después de tener a Emma, se vuelve menos egocéntrica y más independiente. Sin embargo, la esencia del personaje es que sea muy superficial, algo egoísta y la reina del drama. En un episodio del Día de Acción de Gracias (Temporada 4 en 1998) se revela que Rachel es propensa a cambiar los regalos que le han obsequiado por otros artículos que le agraden más. También se le describe a menudo como la más bonita y popular, pero también como la niña más esnob de la escuela. En un episodio de la serie, aparece Brad Pitt (la pareja de Aniston durante ese tiempo) como invitado especial, y en toda su actuación él demuestra odio y rencor hacia Rachel, porque aún seguía enojado por el bullying que el personaje le había hecho durante la escuela secundaria.
Rachel se operó la nariz cuando era adolescente, según ella, debido a una desviación del tabique. A lo largo de la serie existen episodios con escenas retrospectivas donde la muestran a ella de más joven con una nariz más grande y se insinúa que la operación fue por razones de estética, porque se puede confirmar el disgusto del personaje sobre su antigua nariz cuando su hermana Amy hace un comentario frívolo, en relación con el físico de su hija Emma: 
—¿Te preocupa si ella tendrá tu nariz?
Al inicio de la serie Rachel empieza a trabajar como camarera en el Central Perk, ltrabajo para el cual no era muy buena, simplemente lo hacía por la necesidad de volverse independiente de sus padres. Después de trabajar como camarera, Rachel se animó a usar su interés por la moda para obtener un mejor trabajo y que le apasionase más, trabajando en empresas reconocidas como Bloomingdale´s, Ralph Lauren y posiblemente Louis Vuitton. 
Rachel es conocida por ser muy graciosa. En un episodio, por ejemplo, accidentalmente utiliza carne como ingrediente principal para un postre que decide preparar para el Día de Acción de Gracias, esto sucede después de leer mal la receta porque las páginas del libro estaban pegadas entre sí.

## Relaciones

### Ross Geller
Rachel se conoce aún más por su relación turbulenta con el hermano mayor de Mónica, Ross Geller. Ross aparentemente estaba enamorado de Rachel desde que eran adolescentes, pero nunca se atrevió a decirle nada. Rachel y Ross finalmente estuvieron juntos en “The One With the Prom Video” cuando ella descubre que Ross iba a invitarle a salir al baile de graduación, cuando su cita parecía que no iba a ir, aunque finalmente su cita apareció y Ross no asistió a la fiesta de graduación. 
Cuando Rachel se muda a la ciudad de New York, Ross trata de insinuarle que le gustaría tener una relación con ella, pero otras personas estaban involucradas en el camino. Es decir, el exnovio de Rachel, Barry y un nuevo conquistador, Paolo (Cosimo Fusco), un hombre que ella conoce durante un apagón eléctrico, quien también competía por su afecto. 
Al final de la primera temporada Rachel descubre por accidente que Ross todavía tiene sentimientos por ella, lo que hizo que se replanteara salir con él, concluyendo que sí quería ser la novia de Ross. Pero justo cuando eso pasó, Ross empezó a salir con alguien nuevo, Julie, evitando así que Rachel le confesara su amor a Ross. Unos episodios después, en el episodio "The One Where Ross Finds Out" Rachel se emborracha y le deja un mensaje a Ross diciendo que ya lo había superado. A la mañana siguiente cuando Ross escucha sus mensajes, empieza a dudar y no sabe si quiere estar con Julie o Rachel. En el episodio siguiente, "The One With the List", Chandler le propone a Ross que haga una lista de pros y contras sobre ambas mujeres para saber con cual quiere salir. Pero cuando se decide por Rachel y rompe con Julie, Rachel encuentra la lista y se enfada con Ross, rompiendo antes de empezar a salir.
Luego vuelven a estar juntos manteniendo una relación de noviazgo durante un año con muchas discrepancias en el camino, Ross estaba celoso de Mark, un hombre quien le ofreció trabajo a Rachel, él estaba seguro de que Mark tenía otras intenciones más allá de lo laboral con ella (tuvo razón, pero eso pasó semanas después de su ruptura). Después de que Ross haya argumentado en su aniversario que Rachel estaba trabajando mucho, ella sugiere que se tomen un “descanso”. Ross, pensando que Rachel estaba terminando la relación, se emborracha y tiene una aventura con una chica de un bar. Cuando Rachel descubre todo lo que ha pasado, rompe definitivamente con Ross en una escena que transcurre en la sala del piso de Mónica mientras los demás escondidos lo escuchan todo a través de la puerta de la habitación.
A partir de entonces, los dos tienen una relación de ida y vuelta. Cuando Ross sale con Bonnie, “la amiga calva” de Phoebe, Rachel estaba claramente celosa cuando ve que ésta tiene el pelo largo. Después, Rachel comienza a hablar con Bonnie halagando lo bien que se veía cuando era calva, logrando convencerla de afeitarse nuevamente la cabeza. Seguidamente, Ross le pregunta a Rachel porqué había hecho eso y ella admitió que todavía sentía cosas por él y se le hacía difícil verlo con otra mujer. Ross siempre ha sentido algo por Rachel; mientras él terminaba con Bonnie, Rachel decide escribirle una carta muy larga a Ross, preguntándole si él aceptaba la responsabilidad de su ruptura. Sin embargo, Ross se duerme mientras la lee. Al día siguiente, lee la carta de nuevo y se da cuenta de que Rachel quiere que él acepte la responsabilidad de los problemas que tuvieron mientras salían. Ross fuertemente estuvo en desacuerdo, pero luego trató de aceptarlo, Rachel dijo que estaba contenta de no haber seguido el consejo de su madre: “-una vez te engaña, siempre lo hará”. Más adelante vuelven a romper.
Nuevamente, la historia de Rachel en admitir los sentimientos por Ross cuando él estaba con otra mujer volvió a suceder, cuando Ross conoce a Emily, la sobrina del jefe de Rachel en Bloomingdale's. Pero esta vez, Ross y Emily se comprometen después de un mes y deciden casarse en Londres. Rachel decide no asistir a la boda, poniendo como excusa que tiene que trabajar y cuidar de Phoebe, que no puedo viajar porque está embarazada de trillizos, pero, más tarde le confiesa a Mónica y Phoebe que ver a Ross casarse con otra persona sería muy doloroso. Sin embargo, ella cambia de opinión repentinamente y vuela a Londres para decirle a Ross que lo quiere, al llegar de sorpresa, los ve besarse antes de la ceremonia, y ella decide darles su bendición y no confesarle su amor a Ross. Posteriormente, en la ceremonia Ross se confunde y dice el nombre equivocado en el altar. 
Luego, cuando Emily no va al aeropuerto para su luna de miel con Ross en Grecia, él invita a Rachel para que ella lo acompañe. Emily los ve abordando el avión juntos y huye. Ross sale en su busca dejando a Rachel sola en el avión. Cuando Rachel vuelve de Grecia, está determinada en decirle a Ross cómo se sintió durante el viaje, a pesar de que Mónica trata de que no lo hsga. Ella va y se lo dice, pero pronto se da cuenta lo gracioso que suena, y deja a Ross confundido, replanteando todo sobre el estado de su matrimonio. En última instancia su matrimonio termina, porque la única condición que Emily le pone a Ross para que ellos sigan juntos es no volver a ver a Rachel nunca más.
Luego, en un viaje a Las Vegas, que realizan todos los amigos para visitar a Joey, Rachel y Ross se casan después de emborracharse. A la mañana siguiente, los dos despiertan, sin recordar los eventos de la noche anterior, cuestionando porqué están en la cama juntos. Luego, recuerdan todo cuando se encuentran con sus amigos en el desayuno y estos le refrescan la memoria a los dos. Finalmente, se divorcian puesto que el matrimonio no podía ser anulado, debido a la información falsa en los documentos y su relación anterior. y es por ello que deben solicitar el divorcio, y cuando Rachel firma los papeles, ella admite que la boda fue idea suya. 
En un momento, Phoebe tenía "planes de seguridad" con Joey y Ross; el cual si seguía soltera a los 40, se casaría con uno de ellos. Rachel también quería un plan de estos y se acerca a Ross, sugiriendo la misma cosa, pero Ross le dice que él ya tiene una “esposa” para ese plan, Phoebe. Esto hace que Rachel se enfade con Phoebe por tener más de uno. Al final, ellos están de acuerdo que si pasa eso, Rachel se casaría con Ross y Phoebe se casaría con Joey. 
Rachel y Ross tienen un bebé al final de la Temporada 8, llamada Emma. Fue concebida después de una aventura durante la temporada 7. Aunque Ross quería casarse, quedan como amigos y viven juntos para criar a Emma (hasta una gran discusión, a lo que Rachel y Emma se mudan con Joey).
En la temporada 10, Rachel es despedida de Ralph Lauren y mientras se va, se topa con su viejo colega, Mark de Bloomingdale's y salen a cenar. Al principio Ross està celoso, hasta que ella le dice que Mark está casado y tiene gemelos. Cuando ella regresa al apartamento de Mónica, le dice a Ross y al resto del grupo que Mark le ofreció un trabajo en París. Todos están sorprendidos y felices por ella, pero Ross está angustiado, y Joey empieza a enloquecer porque parece que todo está cambiando. Ross, enfadado por perder a Rachel y Emma, soborna a su antiguo jefe para ofrecerle su antiguo trabajo, pero ella decide ir a París de todas formas.
En la fiesta de despedida, Rachel se despide de todos excepto de Ross y tienen una pelea por esto, Ross está enfadado por cómo Rachel quiere que terminen las cosas entre ellos. Rachel le dice que ella no puede decirle adiós, porque si ella piensa en irse, entonces querrá quedarse con Ross ya que él es muy importante para ella. Después de la pelea, duermen juntos. A la mañana siguiente, Ross piensa que han vuelto y se queda sorprendido cuando Rachel le dice: «¡Fue la mejor manera de decir adiós!», dejando a Ross devastado y herido. Él la persigue al aeropuerto y le dice a Rachel que todavía la ama, Rachel se sube al avión de todas maneras. Anonadado y no pudiendo lidiar con sus sentimientos, Ross se va a casa con el corazón roto, al llegar, encuentra un mensaje de Rachel en su contestador diciendo que ella también lo ama. La línea se corta, dejando a Ross preguntándose si se bajó del avión mientras grita repetidamente: «¡¿Se bajó del avión?!». Finalmente Rachel aparece en el apartamento diciendo: «Me he bajado del avión». Los dos se besan, y comienzan a salir nuevamente al final de la serie.

### Joey Tribianni
Joey y Rachel, siempre han sido muy buenos amigos, aunque en la quinta temporada, Joey estaba celoso por el amor de Chandler y Mónica y pensó que él podía tener una relación con Rachel, puesto que también eran amigos. Más adelante en la serie, cuando Rachel es compañera de piso de Joey, en “El de cuando Rachel sale con Joey”, Joey empieza a sentir algo por Rachel y comienza a mirarla de una "manera diferente”. Después, Rachel también empieza a sentir algo por Joey tras verle interpretar una escena de amor en la serie que él protagoniza, luego ella comienza a soñar con él. En la décima temporada,  Joey y Rachel tienen una pequeña relación. En el episodio “El del donante”, Rachel le cuenta a Phoebe lo que siente por Joey. Luego, en el episodio “El de Bárbados, (parte 1)”, Ross y Charlie (su compañera de trabajo) descubren que tienen mucho en común, mientras que Joey y Rachel descubren sus sentimientos entre sí. En el episodio “El de Barbados, (parte 2)”, Joey y Rachel deciden ser una pareja. Finalmente, en el episodio “El de cuando Ross está bien”, Ross y Charlie deciden que también tendrán una relación y deciden invitar a Rachel y Joey para una “doble cita” en la casa de Ross, él aparenta que le parece bien que Rachel salga con Joey, pero no es cierto, así que actúa como un loco durante toda la cita.. En el episodio “El del bronceado de Ross”, Joey y Rachel deciden no seguir saliendo y continuar como mejores amigos. Nunca muestran si durmieron juntos puesto que no pudieron, la razón fue por siempre han sido amigos muy cercanos, más que Mónica y Chandler antes de su relación.

### Monica Geller
Mónica y Rachel eran mejores amigas desde niñas y en varios episodios se da a entender que ambas se criaron en Long Island. Fueron juntas al instituto, donde Rachel era animadora y una de las chicas más populares, mientras que Mónica era menos extrovertida y tenía complejo por su contextura física. Después de la graduación perdieron el contacto. Se revela que años después tuvieron un breve reencuentro en "The One With The Flashback", cuando Rachel ya estaba prometida con Barry y esta le apuesta a Chandler que nuca la volverá a ver. Y es así, como en el primer episodio de la serie, Rachel se traslada a vivir con Mónica tras dejar plantado a Barry en el altar.
La convivencia entre ambas se prolonga durante cinco temporadas, hasta que Chandler se va a vivir con Mónica en la sexta temporada.
Ambas parecen ser capaces de convivir juntas sin grandes problemas, al contrario de lo que sucedía con Mónica y Phoebe, ya que la limpieza compulsiva de Mónica ponía de los nervios a Phoebe. En varios episodios, sin embargo, se da a entender que Rachel se desentiende frecuentemente de tareas del hogar como fregar los platos o pasar la aspiradora (hasta el punto de que, en el episodio en que todos menos Rachel y Phoebe se van a Londres, Mónica da a entender que Rachel ni siquiera sabe dónde se guarda el aspirador). Rachel y Mónica pierden su apartamento por culpa de Mónica, debido a una apuesta durante el juego de preguntas de Ross en el que decidieron apostar 100$, -pero Mónica cambió de opinión y apostó el apartamento con Chandler y Joey ya que era su oportunidad de ganar y que ellos se deshicieran del gallo que tenían en el apartamento, pero en la pregunta final ni Rachel ni Mónica sabían en que trabajaba Chandler y pierden la apuesta, aunque capítulos después recuperan su piso al dejar que Joey y Chandler las vean besarse por 1 minuto.
Rachel ha llegado a celar su amistad con Mónica cuando esta sale con Julie, la novia de Ross, Rachel le pregunta si salió de compras con ella a lo que Mónica contesta que sí, y Rachel no lo soporta, pero más tarde se reconcilian.
Al igual que la famosa convivencia de Joey y Chandler, a Rachel y Mónica también las lleva a protagonizar divertidas situaciones como cuando se cambian de nombres accidentalmente al tener una doble cita con unos doctores, y empiezan a desprestigiar a la otra valiéndose de la confusión: Rachel (que fingía llamarse Mónica) habla con los chicos de su peso en el pasado mientras que Mónica (fingiendo llamarse Rachel) llama al Sr. Green por teléfono confesándole los líos de Rachel. 
Rachel suele tener detalles tiernos con Mónica, como escribirle mensajes en el espejo mientras se ducha, dejarle sus botas, doblarle las páginas de los catálogos que cree que le pueden interesar y taparla con una manta si se queda dormida en el sofá. Todo esto se revela en el episodio "El de la última noche", en el que Chandler se va a vivir con Mónica.
Pese a llevarse bien, han tenido algunos encontronazos, como cuando Rachel sale con un actor que le atraía a Mónica, provocando que ésta rompa su rebeca favorita, ante lo que Rachel derrama salsa marinara en su bolso, lo cual llevó a una pelea que tuvo que parar Phoebe. También se pelean en el episodio en que Chandler se traslada, pues creen que así será más fácil separarse. Se vuelven a pelear en el episodio en que Mónica y Chandler se comprometen y quieren salir a celebrarlo, pero se encuentran a Rachel y Ross a punto de enrollarse, lo que enfurece a Mónica, ya que piensa que Rachel quiere robarle el protagonismo de su noche. Sin embargo, ninguna de sus peleas dura demasiado y suelen reconciliarse enseguida. 
Cabe destacar que ninguna de las rupturas y peleas entre Rachel y Ross ha afectado a su relación con Mónica.
En el episodio de "la fiesta de Despedida de Rachel"  Rachel comienza a despedirse de todos sus amigos por separado. Cuando llega el momento de despedirse de Mónica le agradece todo lo que ha hecho por ella, ya que sin Mónica no hubiese vivido todas las grandes experiencias que tuvo y le confiesa que es como su hermana. Las dos se echan a llorar y siguen hablando entre lágrimas, pero al final ninguna entiende lo que está diciendo la otra.
Al final de la octava temporada, Rachel da a luz a la segunda sobrina de Mónica, Emma. En el spin-off "Joey", se da a entender que posteriormente se convierten en cuñadas, con lo cual los hijos de Mónica y Chandler se convierten en sus sobrinos. Y el hijo del primer matrimonio de Ross, Ben, es su hijastro.

### Phoebe Buffay
Otra gran amiga de Rachel. Phoebe conoció a Rachel en el episodio piloto cuando Rachel deja a Barry y se muda con Mónica.
En la temporada 5, en el episodio "El de los Kips", Phoebe y Rachel consideran comenzar un nuevo grupo de amigos con Joey después de que Emily (la esposa actual de Ross) obligue a Ross a no ver más a Rachel. Rachel dice, "Podemos comenzar un nuevo grupo, tú y yo, somos las mejores", a lo que Phoebe responde, "Está bien. Pero que venga también Joey". Esto nunca sucedió puesto que Ross no pudo seguir sin ver a Rachel y el grupo permaneció cómo estaba.
En las temporadas 6 y 7, Rachel y Phoebe vivieron juntas después de que Chandler se mudara al apartamento de Mónica. En "The One Where Ross Dates A Student", el apartamento de Phoebe y Rachel se incendia, causando que Phoebe se mude temporalmente con Mónica y que Rachel viva con Joey. Más tarde, en "The One with the Holiday Armadillo", el apartamento es arreglado entonces Phoebe y Rachel deciden mudarse nuevamente, pero el trabajo de la casa las deja con sólo una habitación, así que Phoebe vive allí sola mientras que Rachel se queda viviendo con Joey.
En uno de los primeros episodios, Phoebe y Rachel van juntas a hacerse un tatuaje. Aunque Rachel termina con un corazón tatuado en su cadera, Phoebe no se hace el lirio (por su madre) en su hombro porque ella "no sabía que lo hacían con agujas". Rachel trató de convencerla en hacerse el tatuaje, pero la artista apenas la tocó con la aguja antes de que ella saliera gritando del local. Ella ahora tiene una 'peca azul', a lo que según ella es "la tierra como su madre la vería desde el cielo".
Phoebe y Rachel tienen una amistad muy fuerte a través de la serie, a pesar de disputas ocasionales y humorísticas sobre cosas como la forma de correr, masajes, muebles de fabricación en serie, devolver el móvil a un hombre atractivo, o un encuentro lésbico con una amiga lesbiana de la universidad que Phoebe se niega a creer y resulta ser cierto.

### Chandler Bing
Aunque parecía que Rachel y Chandler se conocieron en el episodio piloto, en realidad se habían conocido años antes. La vez que se conocieron fue en 1987 cuando los presentó Ross. Se conocieron en la celebración del Día de Acción de Gracias en la casa de los Geller y se encontraron de nuevo en una fiesta de la universidad de Ross y Chandler en el invierno de 1987, revelándose en la temporada 10 en el episodio "The One Where The Stripper Cries". En esta fiesta, Chandler y Rachel, que estaba borracha, se besan (pero se reveló que la única razón por la que Chandler besó a Rachel fue para vengarse de Ross). En 1993, se encontraron de nuevo en un bar que luego se convertiría en Central Perk. Rachel no veía a Monica, Ross o Chandler desde 1988. En el bar, Chandler escucha a Rachel hablar con sus amigas de una última noche de sexo sin sentido antes de su matrimonio con Barry, y que quiere tenerlo con el primer hombre que ella vea, apareciendo Chandler tras escucharlo. Nunca estuvieron juntos, pero Rachel fantaseó con él, lamentando no haber estado con él, pero para entonces ya era demasiado tarde. Esto fue mostrado en la Temporada 3 en el episodio "El del Flashback".
Al inicio del show, Rachel y Chandler cruzarían caminos de nuevo, esta vez en 1994, cuando Rachel, después de haber dejado a Barry en el altar, se dirige a Central Perk, buscando a Mónica. Durante la serie, la relación de Rachel y Chandler crece, y son amigos cercanos, a menudo consolándose y confiando el uno con el otro. En una ocasión en particular, comparten un pastel de queso robado y lo ocultan de los demás. Particularmente en temporadas tempranas, salen a comer un par de veces.
Los dos se han establecido citas entre ellos, aunque los resultados fueron mixtos; la primera cita de Chandler con la jefa de Rachel, Joanna, terminó porque él pensó que ella era demasiado aburrida, mientras que su segunda cita culminó con él siendo esposado a una silla en la oficina de Joanna, mientras su intento de establecer una cita para Rachel con un colega fue abismal cuando él dijo que ella solamente quería una aventura, pero más adelante él le dijo al chico que estaba buscando una relación seria. En la temporada 2, cabe destacar que Chandler, siendo el hijo de unos padres divorciados, es el único amigo capaz de empatizar con Rachel cuando sus padres no pueden estar en la misma habitación en su cumpleaños. 
En el episodio donde Joey y Rachel tienen una cita, Joey le pregunta a Rachel a cuál de los amigos eligiría golpear si fuera obligada a hacerlo. Rachel se niega a responder, pero cuando Joey dice, "¿Chandler?" ella responde, "Sí, pero no sé por qué". Rachel es a la que más le disgustaba las bromas sarcásticas de Chandler aunque varias veces la vemos reirse de sus bromas. En la temporada 10 en el episodio "El de la fiesta de despedida de Rachel", Chandler y Rachel comparten un momento fuerte, y Chandler le dice que la quiere, que la echará de menos, y está triste porque se va a París, a lo que Rachel responde entre lágrimas, "Yo también te quiero."

### Emma Geller Green
Es la hija de Ross y Rachel, quien nace en la temporada 8. El embarazo de Rachel se revela al final de la temporada 7. Mónica le dijo a Rachel que ella planeaba llamar a su hija Emma (y a su futuro hijo Daniel) y le dio permiso a Rachel para usar ese nombre para la bebé. Antes de decidirse por “Emma”, Ross y Rachel habían considerado como posibles nombres, “Delilah”, “Ruth” e “Isabella”.
Rachel probó ser una madre protectora y estaba furiosa cuando su hermana, Amy, le puso pendientes a Emma sin su permiso. Al principio, Emma vive con sus padres en el apartamento de Ross, pero luego se mudan con Joey (después de que Rachel y Ross tuvieran una pelea). Al final de la serie, sus padres se reconcilian, y luego se dio a entender que se casaron.

### Familia
Al igual que todos los personajes principales, Rachel tiene ligeros problemas con su familia.
Sandra Greene (Marlo Thomas), su madre, puede ser bastante desagradable y dominante. También puede ser muy dura con sus opiniones (como, por ejemplo, cuando ella sugiere mudarse al apartamento de Ross después del nacimiento de Emma, dice que las "cosas de dinosaurio" de Ross pertenecían a la basura). Se supone que Rachel era como la señora Greene antes de cambiar todas las cosas y comenzar una nueva vida en la ciudad, es decir, ella huyó de su matrimonio, mientras que la señora Greene en realidad se casó con "su Barry". Durante su primera visita, la señora Greene dice que la vida de Rachel es lo que ella querría para sí misma. 
El doctor Leonard Greene (Ron Leibman), sin embargo, es un hombre muy dominante y duro a la hora de hablar. Está muy preocupado por la disciplina de sus hijas. Él tiene un notable sentido de sarcasmo y lo considera correcto o incorrecto, pero no tiene miedo de malcriar a sus hijas (es mostrado en un episodio cuando Rachel revela que su padre le compró su propio bote para animarla porque su poni estaba enfermo.) Sin embargo, cuando no está de acuerdo con ellas, desactiva el uso del dinero. A pesar de ser muy generoso cuando se trata de sus hijas, comparte muy poco de su riqueza monetaria con los demás, cuando se refleja que deja un 4% de propina en un restaurante después de cenar con Rachel y Ross. Él estaba en contra de Rachel por dejar a Barry, pero su éxito en tomar el control de su vida, la convirtió al final, de acuerdo con su hermana en "The One With Rachel's Sister", en ser la única hija de la que el doctor Greene estaba orgulloso.
Los padres de Rachel han tenido apenas una vida amorosa, puesto que se casaron por dinero; de acuerdo con Rachel, apenas se hablaban (excepto cuando discutían) y se divorciaron en la temporada 2. No podían estar en la misma habitación juntos, esto se muestra cuando los amigos le hacen dos fiestas de cumpleaños a Rachel; una con la madre de Rachel en el apartamento de Mónica y otra con su padre en el apartamento de Joey y Chandler. 
Rachel tiene dos hermanas, Jill, (Reese Witherspoon) y Amy (Christina Applegate), con quienes tiene una relación típica entre hermanas; cuando eran más jóvenes, constantemente se hacían bromas entre sí. Jill es supuestamente su "favorita", a pesar de ser extremadamente malcriada, y durante su visita cuando su padre decide cortar todo financiamiento, Jill comienza a salir con Ross, pero lo hace para vengarse de Rachel (terminó porque Ross quería estar con Rachel). A diferencia de Jill, quien al menos encuentra a Ross "lindo, pero torpe" Amy ni siquiera lo reconoce y cree que es un vendedor de comida. A pesar de su falta de tacto, se revela que Amy es la "amargada", cuando es cuestionada por Phoebe en el Día de Acción de Gracias que Amy pasa con ellos. Rachel no es tan cercana a Amy como a Jill. Cuando Amy visita durante el día de Acción de Gracias a Emma, ella solo dice Hola y dice que solo llegó a pedir prestada la plancha de pelo de Rachel. Ella dice que "Emmett" es lindo y luego se da cuenta de que es una niña.

## Carrera
Rachel consiguió un trabajo como camarera en el Central Perk, pero no le importa mucho, tomándose descansos largos para sentarse con sus amigos y regularmente mezclando órdenes. En la tercera temporada, con el ánimo de Joey y Chandler ella renuncia a su trabajo como camarera para perseguir su carrera en el mundo de la moda. Joey puede conseguirle un trabajo con Fortunata Fashions como asistente personal y Rachel comienza su carrera en la moda allí. Más tarde, consigue un trabajo como asistente de compras en Bloomingdale's con la ayuda de su compañero Mark, pero después de que Mark se va y su jefa Joanna muere, es degradada. Luego comienza un trabajo en Ralph Lauren en "The One with Rachel's Inadvertent Kiss", dónde es la coordinadora de la colección de mujeres. Ralph Lauren está impresionado por su trabajo y en "The One with Rachel's Assistant" ella es promovida a gerente de comercialización, dónde tiene un romance con su asistente, Tag Jones.
En los episodios finales de la última temporada, Rachel es despedida de Ralph Lauren cuando su jefe escucha su entrevista de trabajo con Gucci, pero se le ofrece un trabajo lucrativo en París con Louis Vuitton por su excompañero, Mark. Ross estando enojado por el traslado de Rachel a París, entre sobornos, trata de convencer al viejo jefe de Rachel de Ralph Lauren en devolverle el trabajo a Rachel por más dinero del que le ofrecen en París. Al principio, Rachel declina la oferta y decide aceptar el trabajo con Louis Vuitton. Sin embargo, ella cancela sus planes después de darse cuenta de que todavía sigue enamorada de Ross.

## Apellido
Ciertas incoherencias en la ortografía del apellido han dado lugar a confusión en cuanto a la ortografía correcta. En los créditos se escribe como "Green" cuando se refiere a los apellidos de sus padres.
Sin embargo, durante el show se ha escrito "Greene", por ejemplo, cuando se escribió su nombre en una invitación enviada por Ross, la placa de identificación en su oficina dice Greene, así como también la etiqueta del nombre de Emma en el hospital.
Los subtítulos del DVD: En las temporadas iniciales en los DVD se escribe Greene, para luego cambiarlo a Green. En la página oficial de Friends, la biografía de Jennifer Aniston dice que el nombre de su personaje era Rachel Green. 
Coincidentemente, su interpretación fue concurrente con Rachel Greene, un personaje recurrente en ER. Ambos programas fueron producidos por Warner Brothers y salieron al aire en NBC. Ambos personajes son hijas de médicos.

## Cumpleaños
En el episodio "The One With Joey's New Girlfriend", Rachel le dice a Gunther que su cumpleaños es el 5 de mayo, pero en otro episodio, un policía mira su licencia de conducir y descubre que es acuario, lo que sugiere que su cumpleaños es entre el 21 de enero y el 19 de febrero (el 11 de febrero es el cumpleaños real de Aniston). Rachel confirma esto, aunque esto podría ser porque estaba tratando de evitar una multa de tráfico y no porque el policía estuviera en lo correcto. En "The One with the Fake Party" que salió al aire el 13 de marzo de 1998, Rachel dice que es una animadora de 28 años de edad, lo que haría que su fecha de nacimiento fuese 1970, el mismo año que el de Mónica, y un año menor que Ross y Chandler, coincidiendo con varios episodios flashback a través de la serie.
Hay más incoherencias. En 2001 "The One Where All Turn Thirty", celebra su cumpleaños número 30, lo que supone que su año de nacimiento es 1971. En ese episodio se revela que es la más joven de los seis amigos, puesto que los otros ya habían cumplido los 30 años y fueron cumpleaños relacionados.
El episodio en el que cumple 30 años sale al aire el 8 de febrero de 2001 (versión original) confirmando así que es Acuario, por lo que se supone que la fecha real es el 11 de febrero tal como el de la actriz.